# Michał Jan Zygo
Michał Jan Zygo pseud. „Szymon” (ur. 29 sierpnia 1917 w Rzeszowie, zm. 31 stycznia 1949 tamże) – polski działacz podziemia niepodległościowego w czasie II wojny światowej oraz powojennego podziemia antykomunistycznego.

## Życiorys
W latach 1937–1938 odbył służbę wojskową. Po wybuchu II wojny światowej był uczestnikiem polskiej wojny obronnej września 1939, a następnie w okresie okupacji niemieckiej działacz konspiracji w ramach struktur Obwodu ZWZ Rzeszów oraz Inspektoratu ZWZ-AK Rzeszów. W 1942 wstąpił do Polskiej Partii Robotniczej, za zgodą przełożonych z AK i wiosną 1944 przygotowywał raporty na temat rzeszowskich działaczy  komunistycznych i agentach sowieckich dla wywiadu AK. Od sierpnia 1944 był urzędnikiem cywilnym w Wojewódzkiej Komendzie Milicji Obywatelskiej w Rzeszowie. W 1946 nawiązał współpracę z Zrzeszeniem Wolność i Niezawisłość, będąc najlepiej funkcjonującą „wtyczką” WiN w aparacie bezpieczeństwa i od czerwca tego samego roku sporządzając miesięczne raporty dla kierownictwa Obszaru Południowego WiN.
Został aresztowany 7 września 1947. W trakcie śledztwa był torturowany. Został skazany na karę śmierci i stracony 31 stycznia 1949 w więzieniu na Zamku w Rzeszowie. 7 września 2015 szczątki Michała Jana Zygo zostały odnalezione przez zespół IPN pod kierownictwem prof. Krzysztofa Szwagrzyka na cmentarzu w Zwięczycy. Uroczyste wręczenie noty identyfikacyjnej rodzinie Michała Jana Zygo odbyło się 9 czerwca 2016 w Pałacu Prezydenckim w Warszawie.